# Pauline Hoarau

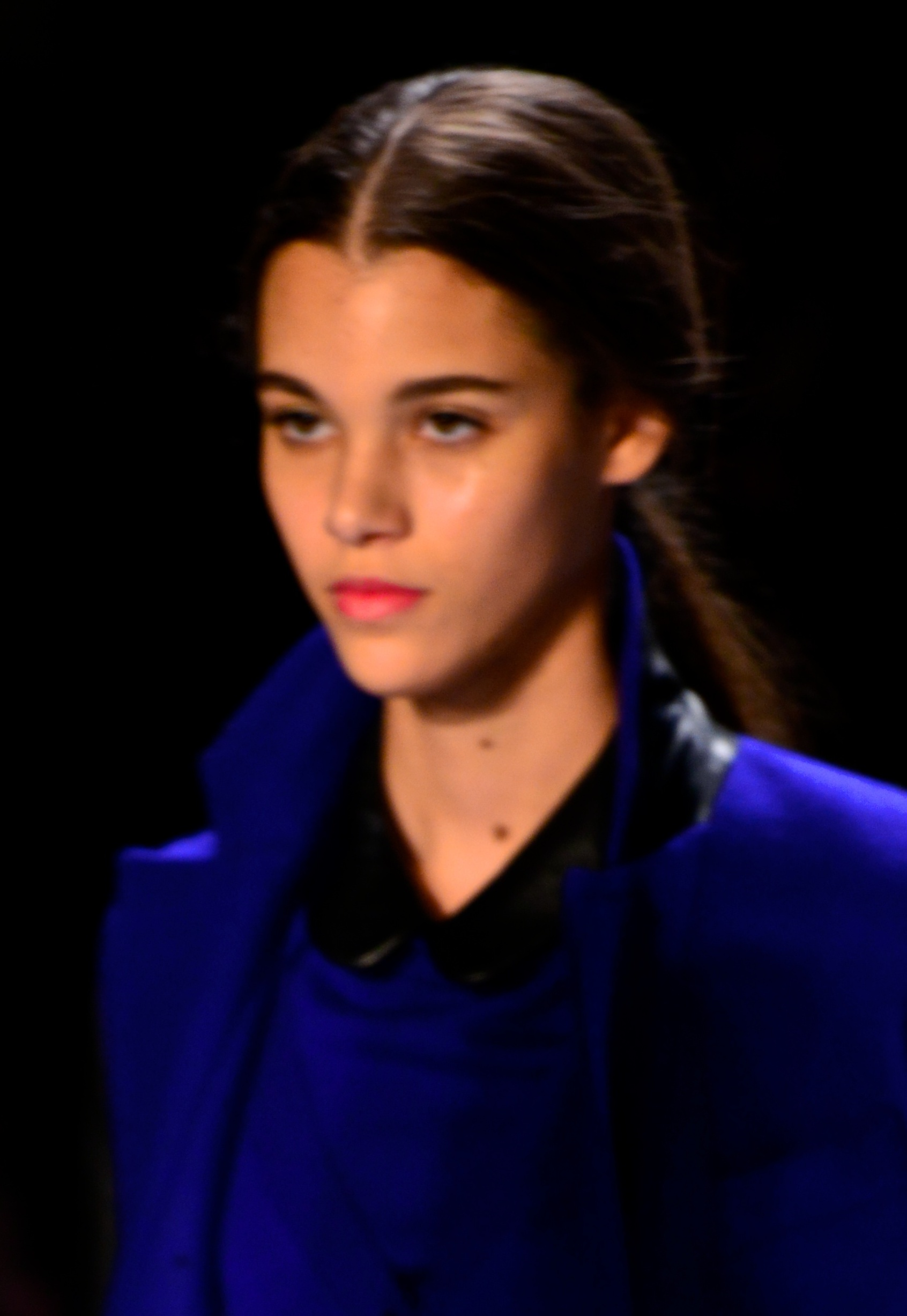
Pauline Hoarau

Pauline Hoarau (* 3. Februar 1994 auf Réunion) ist ein französisches Model.
Pauline Hoarau nahm 2011 am Nachwuchswettbewerb Elite Model Look teil und landete in der Top 15. Dies brachte ihr einen Vertrag mit Elite Model Management.
Als Laufstegmodel wurde sie in der Folgezeit für Modeschauen von Armani, Valentino, Jean Paul Gaultier oder Chanel gebucht. Auf internationalen Ausgaben der Elle schmückte sie das Cover.
2015 war sie Teil der Victoria’s Secret Fashion Show. In dem französischen Science-Fiction-Film Valerian – Die Stadt der tausend Planeten war Hoarau 2017 in der Figur der Aloï besetzt.